# 玉碇佐太郎
玉碇 佐太郎（たまいかり さたろう、1901年3月29日 - 1975年10月25日）は、和歌山県海南市出身で出羽海部屋に所属した大相撲力士。本名山村 佐太郎（やまむら さたろう）。最高位は前頭筆頭。身長170cm、体重105kg。得意手は押し。

## 来歴
1920年1月場所初土俵、1925年1月に十両昇進、一時幕下に陥落したが、1928年3月新入幕をはたした。横綱・宮城山福松に強く、金星を3個獲得している。1932年1月、春秋園事件で脱退。1937年末の関西協会の解散まで現役を続けた。
徹底した押し相撲で、指が変形したほど稽古に打ち込んだ。生涯四つ相撲になったのが二番、打っ棄りを食らったことは一度もなく、「相撲の神様」と呼ばれた幡瀬川が絶賛していた。

## 主な成績
- 通算成績：136勝119敗1分10休　勝率.533
- 幕内成績：76勝88敗1分　勝率.463
- 現役在位：33場所（脱退した1932年1月番付も含む）
- 幕内在位：16場所（脱退した1932年1月番付も含む）
- 金星：3個（宮城山3個）

### 場所別成績
| 1920年 （大正9年） | （前相撲）              | x                 | 東序ノ口17枚目 2–2–1 | x                |
| 1921年 （大正10年） | 西序二段45枚目 3–2      | x                 | 西序二段4枚目 4–1    | x                |
| 1922年 （大正11年） | 東三段目24枚目 4–1      | x                 | 西幕下35枚目 3–2     | x                |
| 1923年 （大正12年） | 東幕下20枚目 4–3–3      | x                 | 西幕下14枚目 0–1–5   | x                |
| 1924年 （大正13年） | 西幕下29枚目 5–0        | x                 | 西幕下4枚目 4–2      | x                |
| 1925年 （大正14年） | 東十両12枚目 2–4        | x                 | 東幕下4枚目 4–2      | x                |
| 1926年 （大正15年） | 西十両9枚目 2–1         | x                 | 東十両10枚目 3–3     | x                |
| 1927年 （昭和2年） | 西幕下筆頭 5–1          | 西幕下筆頭 4–1–1  | 東十両5枚目 1–1      | 西十両6枚目 2–1  |
| 1928年 （昭和3年） | 西十両5枚目 8–3         | 西前頭15枚目 6–5  | 西前頭12枚目 6–5     | 西前頭12枚目 8–3 |
| 1929年 （昭和4年） | 東前頭4枚目 5–5 1痛分 ★ | 東前頭4枚目 7–4   | 東前頭2枚目 6–5      | 東前頭2枚目 3–8  |
| 1930年 （昭和5年） | 東前頭5枚目 5–6         | 東前頭5枚目 7–4 ★ | 東前頭筆頭 4–7       | 東前頭筆頭 1–10  |
| 1931年 （昭和6年） | 西前頭6枚目 7–4 ★       | 西前頭6枚目 5–6   | 東前頭3枚目 3–8      | 東前頭3枚目 3–8  |
| 1932年 （昭和7年） | 西前頭15枚目 – 脱退     | x                 | x                    | x                |
| 各欄の数字は、「勝ち-負け-休場」を示す。 優勝 引退 休場 十両 幕下 三賞：敢=敢闘賞、殊=殊勲賞、技=技能賞 その他：★=金星 番付階級：幕内 - 十両 - 幕下 - 三段目 - 序二段 - 序ノ口 幕内序列：横綱 - 大関 - 関脇 - 小結 - 前頭（「#数字」は各位内の序列） |                         |                   |                      |                  |